# Адвокати без граници
Адвокати без граници е международна организация с нестопанска цел, основана през 2000 г., работеща в цял свят, със седалище в гр. Хартфорд, щата Кънектикът, САЩ.
Има филиал в Европа със седалище в Лондон, Великобритания, основан през 2003 г., със статут на организация с благотворителна цел от 2010 г.
Организацията се ангажира, чрез доброволци, индивидуално или чрез помощта на техни работодатели (адвокатски кантори и корпорации), подкрепящи ги безвъзмездно. Страните, които излъчват най-много адвокати-доброволци, са САЩ, Канада, Великобритания и Австралия.
Целта на организацията е да може напълно легално да упражнява адвокатската професия в цял свят, където има огромна нужда, като помага безплатно. Тя подкрепя силно съдебната система и като цяло, целия съдебен сектор на страни или региони, които не са много развити, но са в процес на развиване. Помага също така и на държави излизащи от конфликт, чрез обучение на съдии и адвокати в различните процеси в съда. Хората, които приемат да се обучават от организацията минават през интезивен седмичен курс по различни дисциплини, като се използват различни сценарии свързани в следните видове контекст: Наказателно право(обща част), трафик на хора, наследяване и наследство и домашно насилие. Други основни области на програмата включват: Неутралност при наблюдение, оценка и оценяване на ситуацията, техническа помощ (пътни карти, упътвания, правен анализ, изследвания и законодателни проекти). Като цяло работата на цялата общност е свързана и фокусирана върху лесно достъпното правосъдие, като се включват безброи теми обвързани с гражданското участие и ангажираност в дейността. Правят се стъпки в организирането и поддържането на връзки от организацията с неправителствени организации на територията на държави с която тя има спогодби.
Адвокати без граници се опитват да интегрират основни компоненти в задачите и целите, които организацията си е поставила. Те биват под формата на ресурси, доброволци, сомофинансирането на високо квалифицирани и ангажирани с дейността адвокати в почти всички програми на организацията. Системата, която е разработена от организацията, прави подробен анализ на уменията на всеки от доброволците и ги поставя в програмите след разглеждането и оценяването на способностите им по следните критерии: правна експертиза, времето в което е практикувал професията, свободното време с което разполага, ориентацията му в дадена насока, езиковите умения и проведените от него международни пътувания и житейския му опит. Програмите на организацията често пъти биват финансирани от фондации, дарения от обикновени хора и други подобни.